# 隣の部屋
「隣の部屋」（となりのへや）は、柴田淳の5枚目のシングル。2003年1月29日に ドリーミュージックから発売された。

## 解説
本曲は、オリコンシングルチャートで17位を記録し、オリコンチャートの最高位を更新した。同年2月14日には、本曲でテレビ朝日系『ミュージックステーション』に出演した。アルバム『ため息』の先行シングルである。

## 収録曲
（全作詞・作曲：柴田淳、編曲：坂本昌之）
1. 隣の部屋 [5:08]
2. 忘れもの [6:10]

## 収録アルバム
| 曲名     | 収録アルバム | 発売日        | 備考                  |
| -------- | ------------ | ------------- | --------------------- |
| 隣の部屋 | 『ため息』   | 2003年2月26日 | 2ndオリジナルアルバム |